# داء الشيغيلات
داء الشيغيلات (بالإنجليزية: Shigellosis)‏ بكتيريا تسبب داء الزحار البكتيري للانسان نتيجة لتناوله اغذية ملوثه بها (الاسهال مصحوب بالدم في معظم الاحيان). ومرض الشجيلا اساساهو بكتيري حاد يصيب الأمعاء الغليظة والجزء الأخير من الأمعاء الدقيقة ، تسببه عصيات الشجيلا والتي تضخم الغشاء المخاطي مسببة التهابه والذي قد يمتد إلى جدران الأمعاء.

## التواجد
يتواجد المرض في جميع أنحاء العالم (المدارية والباردة) وتقدر حالات الوفيات الناجمة عنه في العالم بحوالي 600000 وفاة كل عام . تحدث معظم الحالات والوفيات بين الأطفال في عمر أقل من 10 سنوات ونادراً ما يحدث بين الرضع في عمر أقل من 6 شهور.
تحدث فاشيات بهذا المرض عادة في المجتمعات المزدحمة والمغلقة والتي تكون فيها مستويات الإصحاح البيئي والنظافة متدنية مثل السجون والمصحات ودور العجزة والمعاقين والمعسكرات... ويتميز هذا المرض بانخفاض الجرعة المعدية للإنسان( (10-100ميكروب.

## المجموعات
عصيات الشجيلا وتنقسم إلى أربعة مجموعات مصلية:
المجموعة :Aشجيلا ديسنتريS. dysentri ويرتبط هذا النمط بالإصابة الشديدة ومن مضاعفاته متلازمة الانحلال الدموي اليوريمي الحاد ويصل معدل الوفاة الناجمة عن هذا النمط إلى 20%.
المجموعة :Bشجيلا فلكسنيري((S . flexneri وهي تسبب التهاب المفاصل أو ما يعرف بمتلازمة رتير من بعض الأشخاص المتعرضين .
المجموعة : C شجيلا بويدياي(S .boydii) .
المجموعة : D شجيلا سوني((S .sonnei .
وهي تسبب مرض خفيف ومحدود ولا تصاحبه وفيات تذكر .
تتراوح بين 12-96 ساعة وهي في الغالب 1-3 أيام .
تمتد طوال فترة المرض الحاد وحتى ينتهي إفراز الميكروب في براز الشخص المصاب وتنتهي عادة خلال 4 أسابيع أما بالنسبة لحاملي الميكروب فمدة العدوى قد تمتد إلى شهور ولكن بالعلاج المناسب تقل هذه المدة وتصبح أياماً معدودة.
المستودع الأساسي للمرض هو الإنسان ومصدر العدوى هو براز المصابين (الحالات المرضية وحاملي الميكروب).
ينتقل الميكروب عن طريق التلوث البرازي للأطعمة والمشروبات والألبان ويحدث المرض من خلال جرعة معدية منخفضة كما ينتقل الميكروب عن طريق تلوث الأيدي والأظافر بعد التبرز ومنها ينتقل بصورة مباشرة أو غير مباشرة للآخرين، كذلك يمكن للذباب نقل الميكروب من براز المصابين إلى الأطعمة والتي يمكن للميكروب العيش فيها والتكاثر.
تنتج الأعراض من التهاب الغشاء المخاطي وتعتمد شدة المرض ومعدل الوفاة منه على عوامل ترجع إلى الشخص المصاب (العمر والحالة الغذائية) ونمط الميكروب. عليه يمكن للإصابة أن تكون شديدة أو خفيفة أو كامنة . ينتهي المرض عادة خلال 4-7 أيام ومن أعراضه ما يلي :
إسهال مخاطي مدمم ومغص معوي شديد مصحوب بحمى، غثيان أو استفراغ وقد يكون الإسهال مائي في بعض الأحيان .
تزايد عدد مرات التبرز (المصحوب بمغص) بصورة عالية (10-70 مرة في اليوم).
التشنجات عند الأطفال قد تحدث كمضاعفات للحمى والالتهاب .

## التشخيص والوقاية
يتم التشخيص باكتريولوجياً بعزل بكتيريا الشجيلا من عينات البراز أو المسحات الشرجية ويكون ذلك دائماً مصحوباً بوجود خلايا صديدية في البراز.
1- الاستقصاء الوبائي لمعرفة مصدر العدوى خاصة مع النمط شجيلا ديسنتري.
2- عند حدوث فاشية في مركز رعاية (أطفال، معاقين، أو مصحة) يجب احتواء الفاشية في مكانها وعدم اللجوء لإغلاق ذلك المركز حيث أن ذلك يؤدي إلى انتشار العدوى في أماكن أخرى .
3- التوعية الصحية: مع التركيز على ضرورة غسل الأيدي بالماء والصابون خاصة أولئك الذين يعملون في تداول الأغذية أو خدمة الآخرين .
4- الإصحاح البيئي بما في ذلك التخلص السليم من الفضلات الآدمية ومكافحة الذباب.
5- إجراءات سلامة الأغذية وحمايتها خاصة السلطات والفواكه والألبان.
6-إجراءات سلامة مياه الشرب وتعقيمها

## وصلات إضافية
- CDC's Shigellosis Information Page
- Vaccine Resource Library: Shigellosis and enterotoxigenic Escherichia coli (ETEC)
- WHO Global Alert and Response Disease Outbreak News: Shigellosis
- WHO Initiative for Vaccine Research: Shigellosis